# Emma Kenney
Emma Rose Kenney (Manhattan, Nueva York; 14 de septiembre de 1999) es una actriz estadounidense.
Su papel más conocido ha sido el de Debbie Gallagher que interpretó entre 2011 y 2021 en la serie Shameless. Posteriormente ha interpretado a Harris Conner-Healy en el resurgimiento de la comedia familiar Roseanne de los años ochenta y noventa.

## Biografía
Emma Kenney nació el 14 de septiembre de 1999 en Manhattan, Nueva York. Es una de las dos hijos de Gillian Kenney, una abogada de defensa criminal, y de Kevin Kenney, un escritor de deportes quién ha escrito para el New York Post y para Fox Sports.

## Carrera
El papel más importante de Kenney hasta la fecha es el de Debbie Gallagher, la hija de Frank Gallagher (William H. Macy) en la serie Shameless. Kenney ganó el papel con solo 12 años de edad, mientras que era estudiante de séptimo grado en la Park Middle School en Scotch Plains, Nueva Jersey. 
Fuera de Shameless, Kenney hizo varias apariciones en cortometrajes y películas para televisión y, en 2009, con tan solo 9 años, fue la cineasta más joven en ser finalista en el Festival Internacional de Cine de Nueva Jersey en la Universidad Rutgers.
En septiembre de 2017, se anunció que Kenney aparecería en la décima temporada de Roseanne, el resurgimiento de la serie que se estrenó en ABC el 27 de marzo de 2018. Ella interpreta a Harris Conner Healy, la nieta del personaje principal de la comedia. Kenney aparece junto a muchos de los miembros originales del elenco, incluidos Roseanne Barr, John Goodman, Laurie Metcalf y Sara Gilbert, y Gilbert interpreta a su madre de televisión, Darlene Conner Healy.
El 29 de mayo de 2018, a raíz de los controvertidos comentarios de Barr en Twitter sobre Valerie Jarrett (una asesora del expresidente Barack Obama), ABC canceló el renacimiento después de una temporada.

## Filmografía

### Cine
| 2008 | Lyre Liar (Cortometraje)              | Hija           | James Perkins      |
| 2008 | Bittersweet                           | Emma           | Greg Levins        |
| 2009 | A (Not So) Civil Union (Cortometraje) | Jo             | Mia Swier          |
| 2009 | Three Little Puppets (Cortometraje)   | Nicole         | Samantha McElhaney |
| 2013 | Epic                                  | Marigold (voz) | Chris Wedge        |
| 2017 | My Love Affair with Marriage          | Sarma (Voz)    | Signe Baumane      |

### Televisión
| 2009      | Green Apples     | Abigail             | Película para televisión                       |
| 2009      | Day Camp         | Rosie Rivette       | Película para televisión                       |
| 2011      | Boardwalk Empire | Aylesh Rohan        | Serie de televisión - Episodio: "La vieja Peg" |
| 2011-2021 | Shameless        | Debbie Gallagher    | Serie de televisión - Personaje principal      |
| 201       | Roseanne         | Harris Conner-Healy | Serie de televisión - 9 episodios              |
| 2018-2025 | The Conners      | Harris Conner-Healy | Serie de televisión                            |